# Sziszek vára
Sziszek vára (horvátul: Stari grad Sisak) egy síkvidéki vizivár Sziszeken, a város délkeleti részén.

## Fekvése
Sziszek városának délkeleti részén, stratégiailag fontos helyen, a Száva és a Kulpa összefolyásának közelében áll. Falait nagyrészt vízfolyások védik.

## Története
Sziszek várát 1544 és 1550 között építtette a zágrábi káptalan a Száva és a Kupa folyók által övezett mocsaras területen. Ellenállt Deli (Telli) Hasszán boszniai pasa 1591-es és 1592-es ostromának is. 1593-ban Hasszán pasa újra megkísérelte elfoglalni a várat, de a felmentő horvát-osztrák-szlovén seregtől június 22-én súlyos vereséget szenvedett, maga Hasszán is elesett a harcban. Ez az eseménysorozat robbantotta ki a tizenöt éves háborút. 1593 július végén, Szinán pasa nagyvezír vezetésével indult útjára a portai és az európai oszmán haderő és augusztus 24-én rohammal bevette a várat. A 17. század után a törökveszély már csekély volt, így az épület új tulajdonosokat kapott, akik azóta többször változtak. A második világháború alatt gránáttalálat sújtotta és egy része súlyosan megsérült, különösen az északnyugati torony. A háború után a sérült részeket újjáépítették. A délszláv háború alatt újabb károkat szenvedett, melyeket azóta kijavítottak.

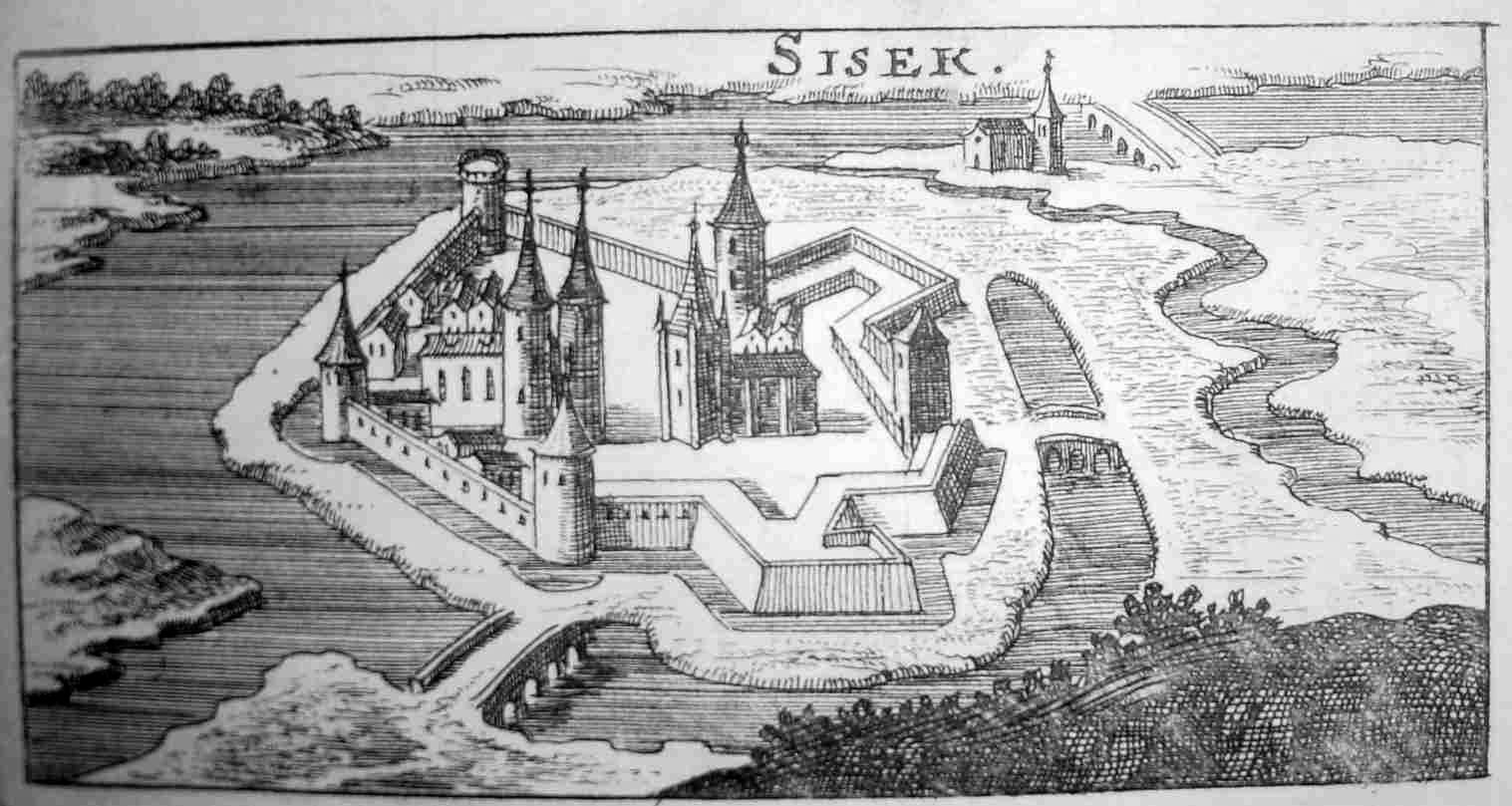
Sziszek vára a 17. században

## A vár mai állapota
A vár a történelmi Magyar Királyság területén is szokatlan módon háromszög alaprajzú, sarkain kerek tornyokkal. A tervezésével megbízott olasz hadmérnökök itáliai várakról vették a mintát. A háromszög alakú erődöket a korszerű ágyúkkal felszerelt tüzérség ellen tervezték, mivel falai sokkal kisebb támadható felületet engedtek az ellenség számára. Valószínűleg Sziszek olasz tervezői is a várható heves ágyútűz miatt választották ezt a megoldást, hiszen a török tüzérség a 16. században rendkívül korszerű volt. Az 1545 és 1550 között épült erődítményt később külső várral bővítették, ennek része volt az ötszögletű kaputorony.
A háromszög alakú erődítmény, háromszintes magasságú kerek tornyai 30 méternél hosszabb falakkal vannak összekötve. Míg az északnyugati és északkeleti tornyok átmérője azonos, a déli észrevehetően kisebb. A kúpos tető borítja. A vár belsejébe nem egy nagykapun, vagy egy felvonóhídon át lehet bejutni, amint ez leggyakrabban a hasonló típusú épületeknél fordul elő, hanem az északkeleti toronynál falépcsőkön és egy hídon át érhető el a bejárat. A tornyokon különböző magasságokban vannak az ágyúnyílások elrendezve, hogy a védők minden oldalra lőhessenek. Ugyanakkor a tornyok közötti összekötő falakon puskalőrések találhatóak. A rendelkezésre álló források szerint az erőd közvetlenül az építkezés után már fel volt szerelve. Mintegy tizenöt, különféle kaliberű ágyú és 40-50 szakállas puska képezte a tűzerejét. A vár a török ostromok ellenére viszonylag jó állapotban maradt fenn, helyreállítása az 1960-as években történt. A várat ma egy mintegy két kilométer hosszú sétány köti össze a városközponttal.